# Бланкенберг (Мекленбург-Передня Померанія)
Бланкенберг (нім. Blankenberg) — громада в Німеччині, розташована в землі Мекленбург-Передня Померанія. Входить до складу району Людвігслуст-Пархім. Складова частина об'єднання громад Штернбергер-Зенландшафт.
Площа — 21,33 км2. Населення становить 382 ос. (станом на 31 грудня 2020).

## Галерея

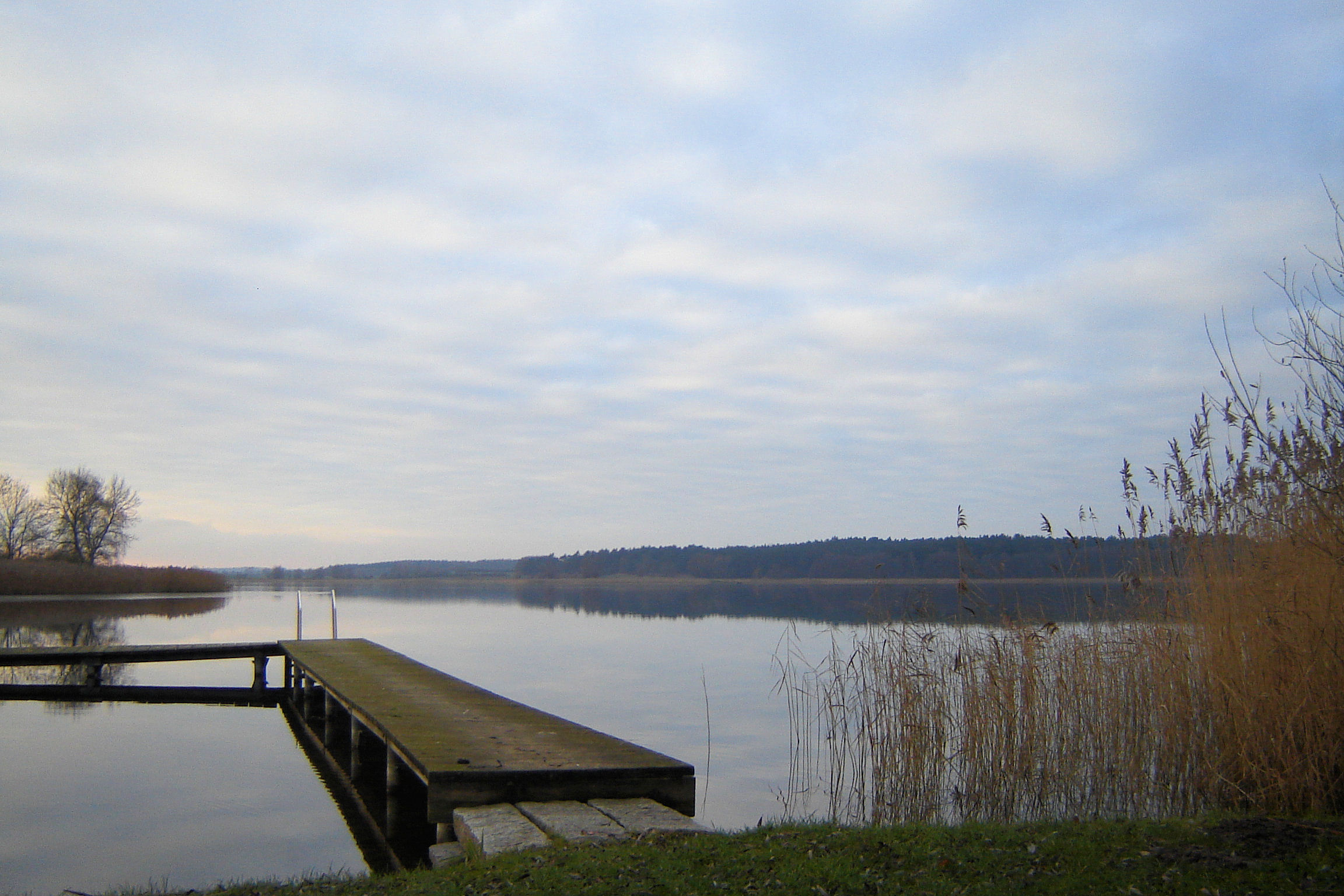
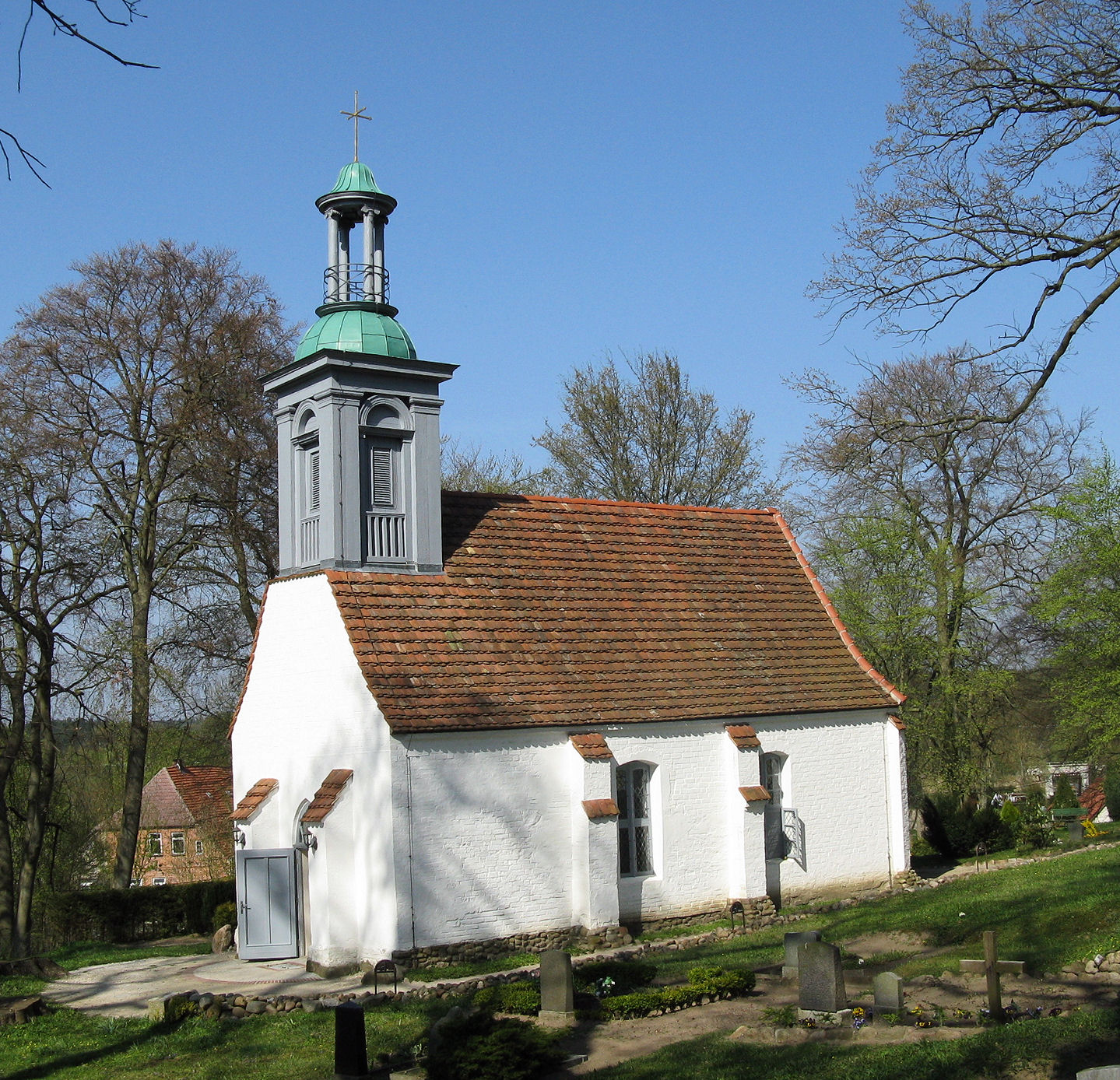
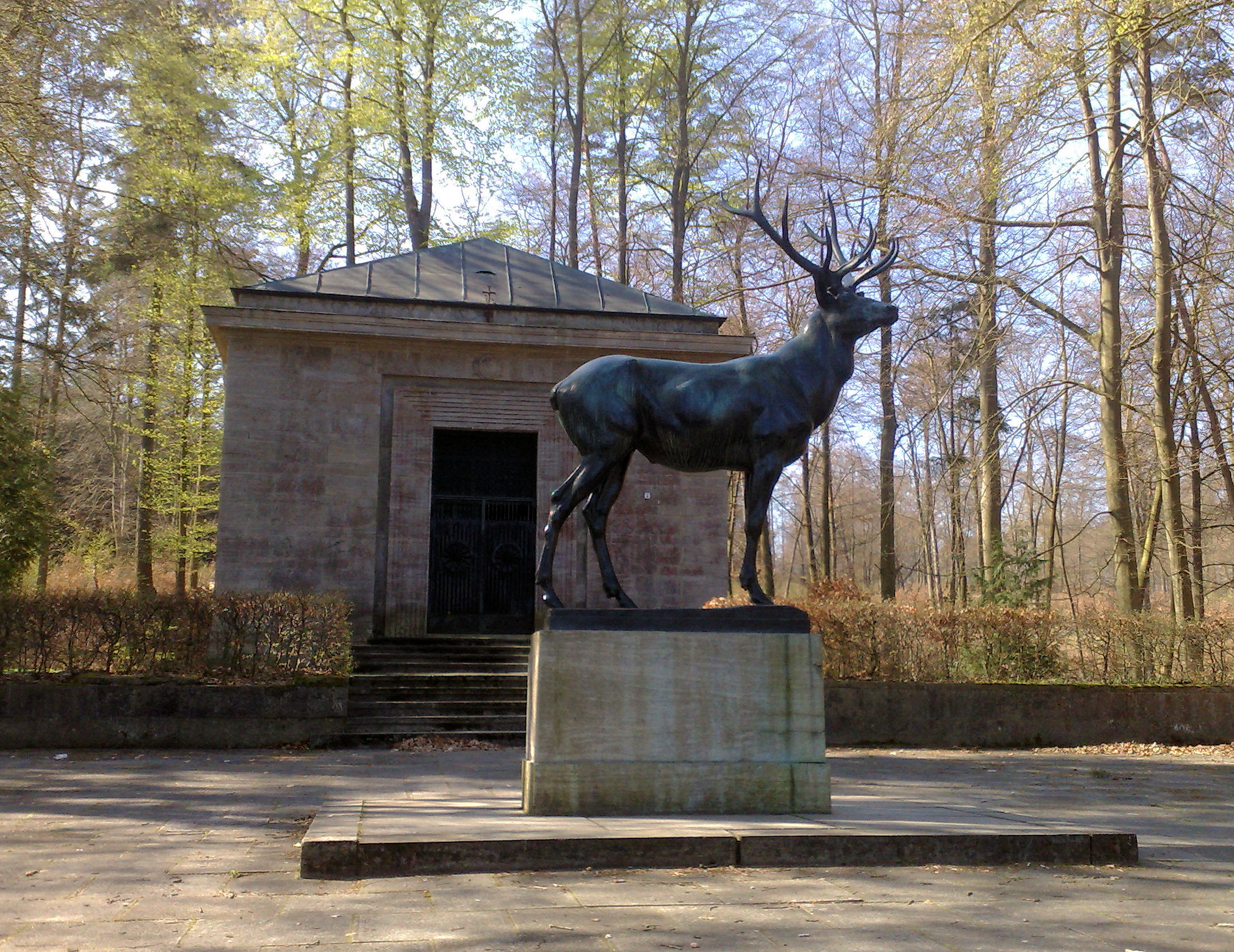